# Golf van Korinthe
De Golf van Korinthe of de Korinthische Golf (Grieks: Κορινθιακός Κόλπος, Korinthiakós Kólpos) is een diepe inham van de Ionische Zee die de Peloponnesos scheidt van het westelijke vasteland van Griekenland.
Het is begrensd in het oosten door de Landengte van Korinthe die de scheepvaartroutes van het Kanaal van Korinthe omvat, en in het westen door de Straat van Rion, die de Golf van Korinthe van de buitenste Golf van Patras bij Kaap Drepano scheidt, waar het smalste punt kruist met de Rio-Antirriobrug. De Golf van Korinthe is bijna geheel omringd door de prefecturen van Etolia-Akarnania, Fokida in het noorden, Boeotië in het noordoosten, Attica in het oosten, Korinthe in het zuidoosten en zuiden en Achaea in het zuidwesten. 
In de middeleeuwen werd de golf Golf van Lepanto genoemd. Hier werd de Slag bij Lepanto gestreden in 1571, waarbij de Ottomaanse vloot werd vernietigd. In 1772 werd een andere Turkse vloot vernietigd door de Russen bij de ingang van de golf. De plaats Lepanto heet nu Naupactus.
De scheepsroutes tussen Athene en de havens van de rest van de wereld met inbegrip van de routes naar de Middellandse Zee-havens voeren allen door deze golf.

## Geologie van de golf
De golf is ontstaan door de expansie van de tektonische spleet en breidt zich elk jaar nog uit met ongeveer 30 mm per jaar. De omringende gebieden hebben een belangrijke seismische activiteit.